# Diocesi di Cadi
La diocesi di Cadi (in latino Dioecesis Cadoena) è una sede soppressa del patriarcato di Costantinopoli e una sede titolare della Chiesa cattolica.

## Storia
Cadi, identificabile con Gedix nell'odierna Turchia, è un'antica sede episcopale della provincia romana della Frigia Pacaziana nella diocesi civile di Asia. Faceva parte del patriarcato di Costantinopoli ed era suffraganea dell'arcidiocesi di Gerapoli.
Inizialmente suffraganea dell'arcidiocesi di Laodicea, Cadi entrò a far parte della provincia ecclesiastica dell'arcidiocesi di Gerapoli quando la Frigia Pacaziana fu divisa in due province. Nella Notitia Episcopatuum attribuita allo pseudo-Epifanio (metà del VII secolo), la sede appare ancora nella provincia di Laodicea, mentre negli atti del secondo concilio di Nicea (787), il vescovo Teodoro firmò assieme ai vescovi suffraganei di Gerapoli. La diocesi è documentata nelle Notitiae Episcopatuum del patriarcato di Costantinopoli fino al XII secolo.
Sono diversi i vescovi documentati di questa antica diocesi. Daniele appare nella lista delle presenze del sinodo di Costantinopoli del 13 aprile 449 incaricato della revisione della condanna di Eutiche, prese parte al concilio di Efeso del mese di agosto successivo, e al concilio di Calcedonia nel 451. Filippo era presente al concilio detto in Trullo nel 692. Teodoro assistette al secondo concilio di Nicea nel 787. Costantino partecipò al concilio di Costantinopoli dell'879-880 che riabilitò il patriarca Fozio di Costantinopoli. Infine, la sigillografia ha restituito il nome del vescovo Basilio, il cui sigillo è datato tra X e XI secolo.
Dal 1927 Cadi è annoverata tra le sedi vescovili titolari della Chiesa cattolica; la sede è vacante dal 21 settembre 2009.

## Cronotassi

### Vescovi greci
- Daniele † (prima del 449 - dopo il 451)
- Filippo † (menzionato nel 692)
- Teodoro † (menzionato nel 787)
- Costantino † (menzionato nell'879)
- Basilio † (X/XI secolo)

### Vescovi titolari
- Ivan Bučko † (16 settembre 1929 - 27 aprile 1953 nominato arcivescovo titolare di Leucade)
- John Joseph Krol † (11 luglio 1953 - 11 febbraio 1961 nominato arcivescovo di Filadelfia)
- Jacques Landriault † (15 maggio 1962 - 27 maggio 1964 nominato vescovo di Hearst)
- Myroslav (Stefan) Marusyn † (27 giugno 1974 - 21 settembre 2009 deceduto)